# Ревест-дю-Бьон
Реве́ст-дю-Бьон (фр. Revest-du-Bion, окс. Revèst d'Aubion) — коммуна во Франции, находится в регионе Прованс — Альпы — Лазурный Берег. Департамент коммуны — Альпы Верхнего Прованса. Входит в состав кантона Банон. Округ коммуны — Форкалькье.
Код INSEE коммуны — 04163.

## Население
Население коммуны на 2008 год составляло 550 человек.
| 1962 | 1968 | 1975 | 1982 | 1990 | 1999 | 2008 |
| ---- | ---- | ---- | ---- | ---- | ---- | ---- |
| 410  | 601  | 474  | 494  | 512  | 463  | 550  |

## Климат
Ревест-дю-Бьон не имеет своей метеостанции, ближайшая находится в Маноске.
| Показатель                          | Янв. | Фев. | Март | Апр. | Май  | Июнь | Июль | Авг. | Сен. | Окт. | Нояб. | Дек. | Год   |
| ----------------------------------- | ---- | ---- | ---- | ---- | ---- | ---- | ---- | ---- | ---- | ---- | ----- | ---- | ----- |
| Средний суточный максимум, °C       | 8,0  | 10,0 | 13,0 | 16,0 | 20,0 | 25,0 | 28,0 | 28,0 | 23,0 | 18,0 | 12,0  | 8,0  | 17,0  |
| Средняя температура, °C             | 3,5  | 5,5  | 7,5  | 10,0 | 14,0 | 18,5 | 21,0 | 21,0 | 17,0 | 12,5 | 7,5   | 2,0  | 11,7  |
| Средний суточный минимум, °C        | −1   | −1   | 2,0  | 4,0  | 8,0  | 12,0 | 14,0 | 14,0 | 11,0 | 7,0  | 3,0   | −1   | 5,5   |
| Норма осадков, мм                   | 26,9 | 24,3 | 23,8 | 44,0 | 40,0 | 27,9 | 20,9 | 32,7 | 45,9 | 53,5 | 52,4  | 30,7 | 482,8 |
| Источник: Relevés météo de Manosque |      |      |      |      |      |      |      |      |      |      |       |      |       |

## Экономика
В 2007 году среди 341 человек в трудоспособном возрасте (15—64 лет) 244 были экономически активными, 97 — неактивными (показатель активности — 71,6 %, в 1999 году было 72,1 %). Из 244 активных работали 217 человек (117 мужчин и 100 женщин), безработных было 27 (12 мужчин и 15 женщин). Среди 97 неактивных 19 человек были учениками или студентами, 53 — пенсионерами, 25 были неактивными по другим причинам.

## Города-побратимы
- Перювельз (Бельгия)

## Фотогалерея

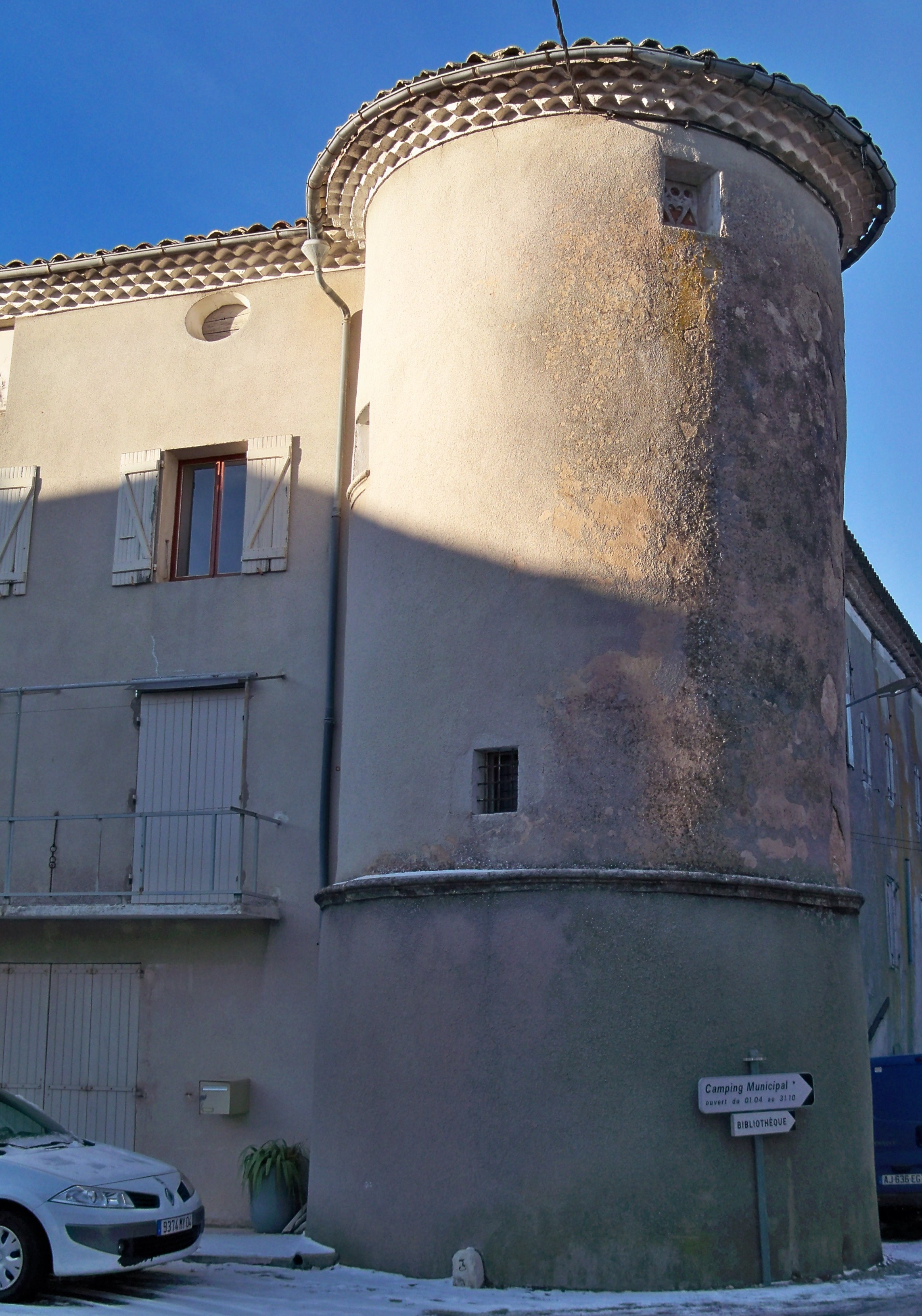
Старая городская стена
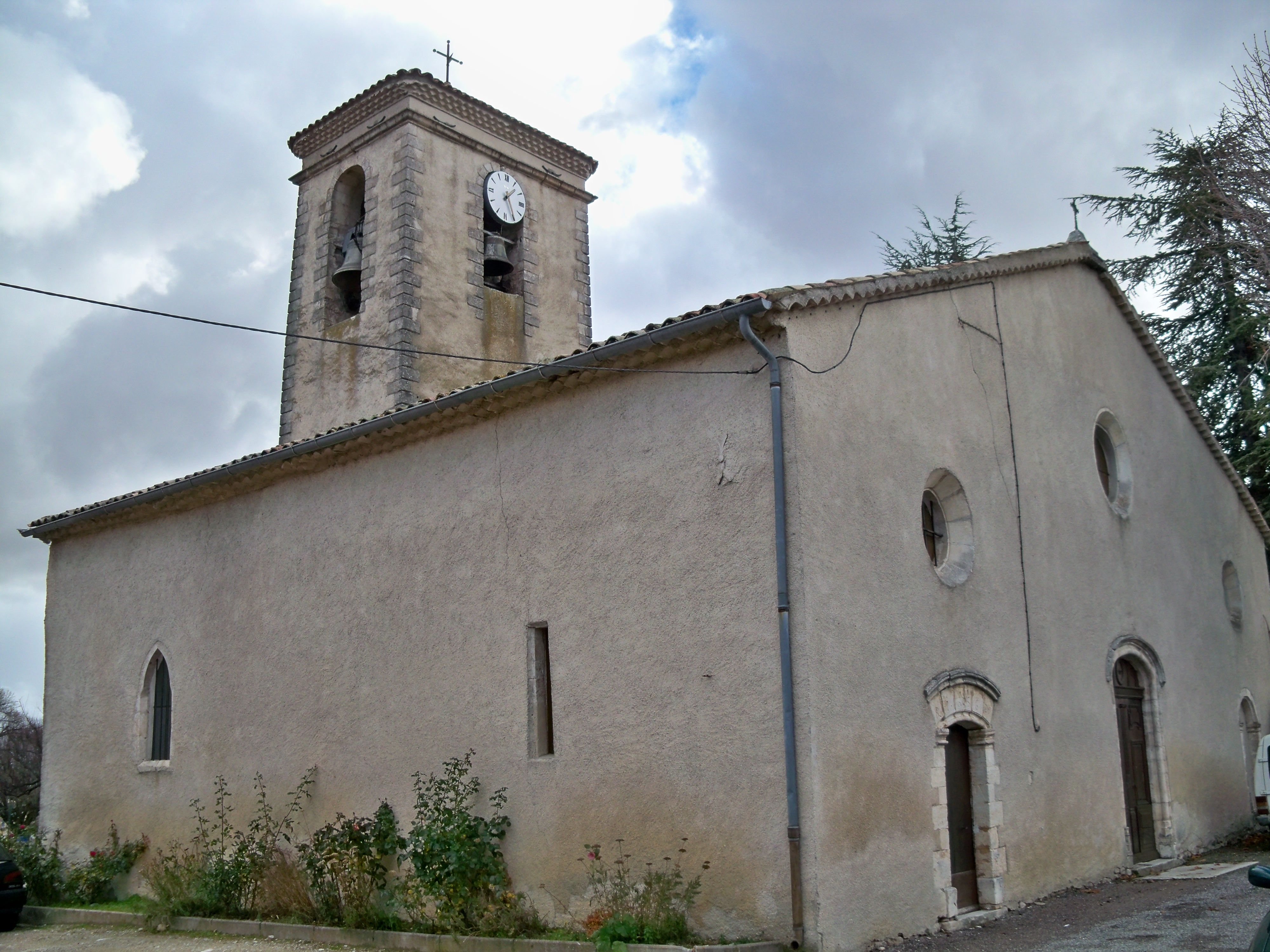
Приходская церковь Сен-Клер
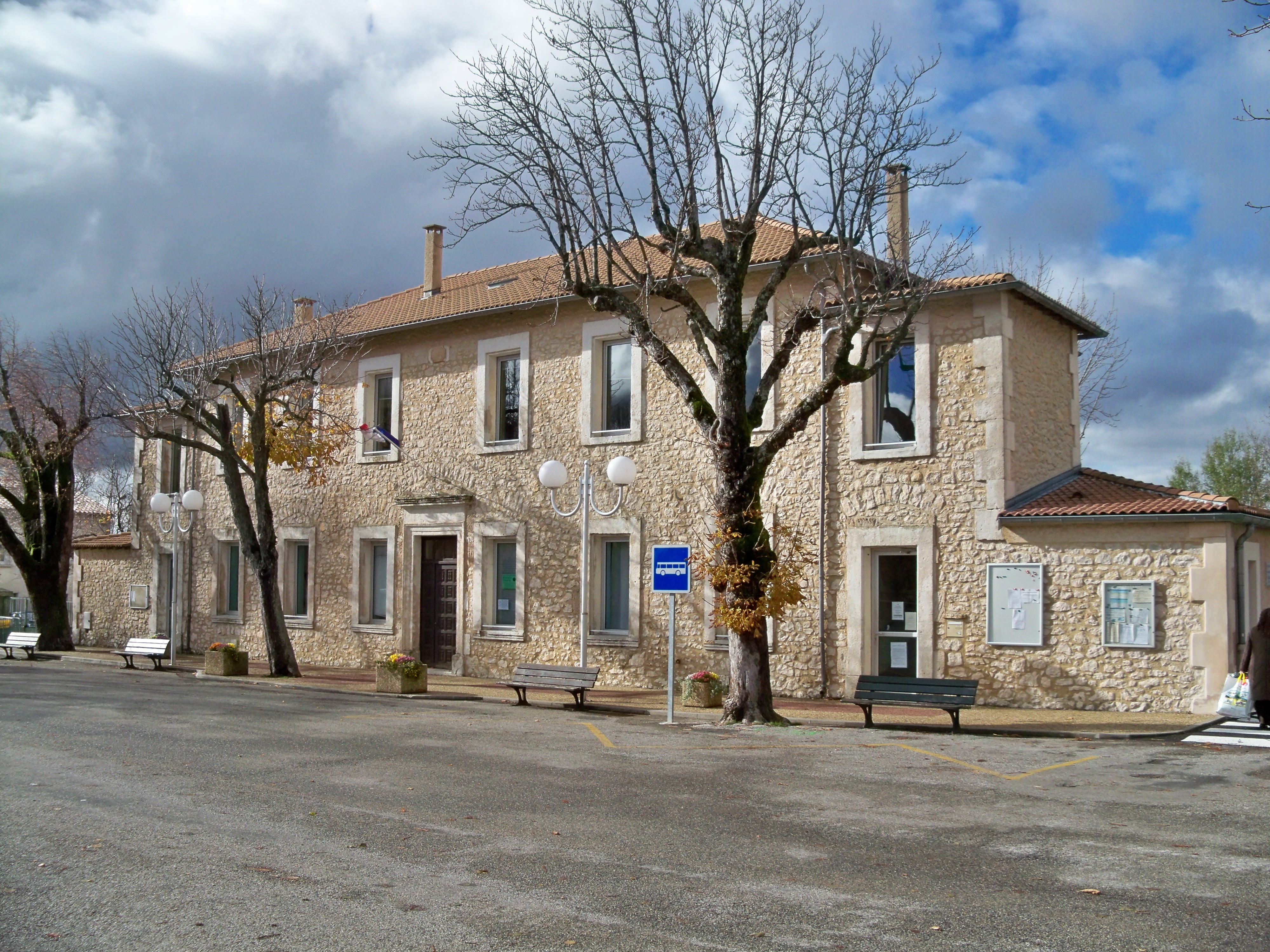
Мэрия
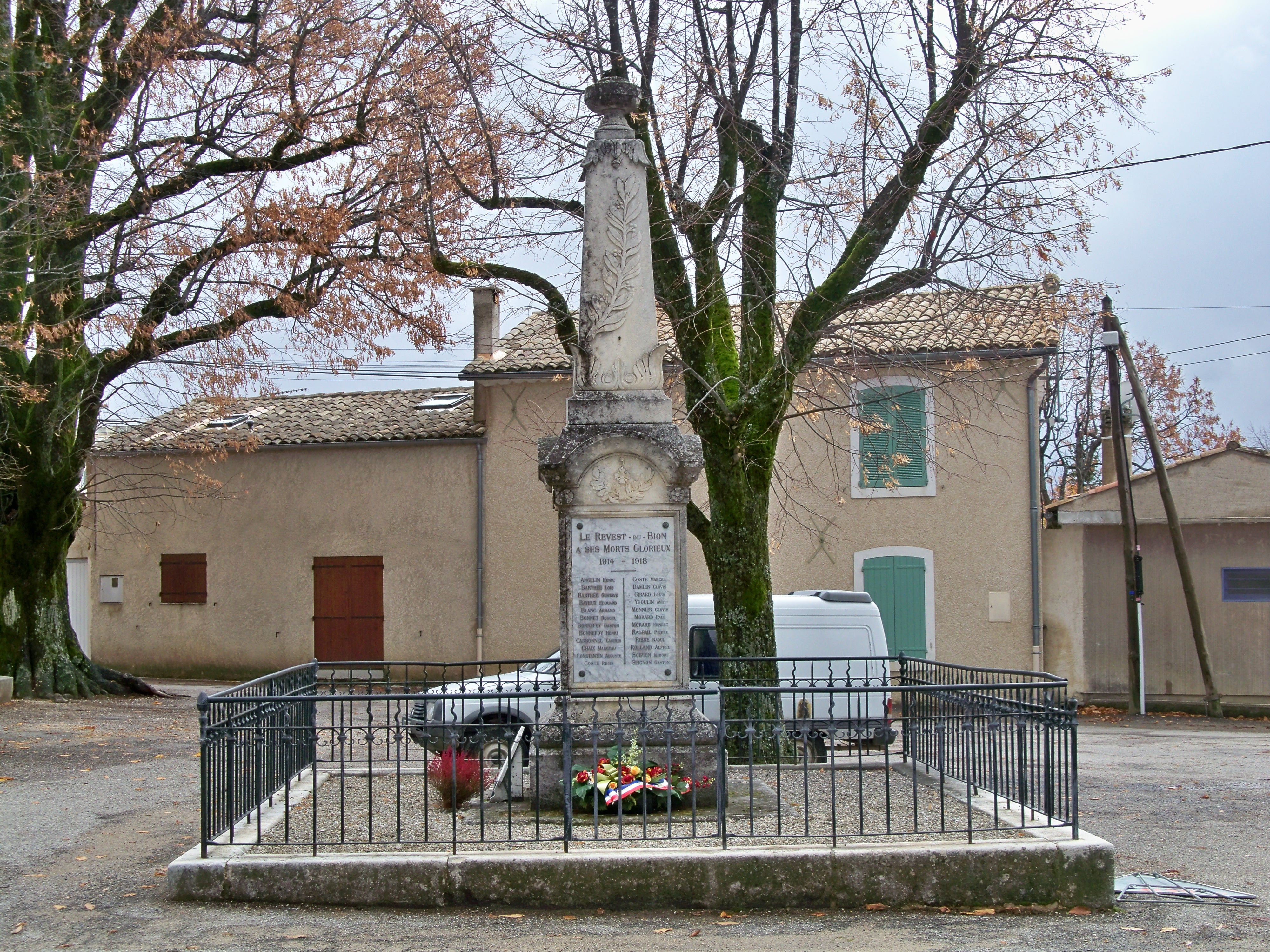
Военный мемориал